# L'Assassin du tsar
Pour plus de détails, voir Fiche technique et Distribution.
L'Assassin du tsar (Цареубийца, Tsareoubiytsa) est un film britannico-soviétique réalisé par Karen Chakhnazarov, sorti en 1991.

## Synopsis
Timofeyev qui est interné dans un asile, affirme être l’homme qui assassiné à la fois les tsar Alexandre II en 1881 et  Nicolas II en 1918. Le docteur Smirnov décide de lui administrer une nouvelle méthode thérapeutique mais les évènements vont se passer différemment. 

## Fiche technique
- Titre original : Цареубийца, Tsareoubiytsa
- Titre français : L'Assassin du tsar
- Réalisation : Karen Chakhnazarov
- Scénario : Karen Chakhnazarov et Aleksandr Borodyanskiy
- Photographie : Nikolay Nemolyaev
- Musique : John Altman et Vladislav Shut
- Pays d'origine : URSS - Royaume-Uni
- Format : Couleurs - 1,37:1
- Genre : historique
- Dates de sortie :
  - France : mai 1991 (Festival de Cannes) ; 19 novembre 2014
  - URSS : octobre 1991

## Distribution
- Malcolm McDowell : Timofeyev / Iakov Iourovski
- Oleg Yankovski : Dr Smirnov / Tsar Nicolas II
- Armen Djigarkhanian : Aleksandr Yegorovich
- Yuriy Sherstnyov : Kozlov
- Anzhela Ptashuk : Marina
- Viktor Seferov : Vojkov
- Olga Antonova : Tsarine Alix de Hesse-Darmstadt
- Denis Dmitriev : Sednev
- Dariya Majorova : Olga Nikolaïevna de Russie
- Evgeniya Kryukova : Tatiana Nikolaïevna de Russie
- Alyona Teremizova : Maria Nikolaïevna de Russie
- Olga Borisova : Anastasia Nikolaïevna de Russie
- Aleksei Logunov : Alexis Nikolaïevitch de Russie
- Yury Belyayev : Alexandre II